# Hugues Charlot
Hugues, baronul Charlot, (n. 10 iunie 1757, Voiron, Auvergne-Rhône-Alpes, Franța – d. 18 decembrie 1821, Bordeaux, Franța) este un general al Revoluției franceze și al războaielor napoleoniene⁠(d).